# 六連会
六連会（りくれんかい）は、令和初期に落語芸術協会所属の二ツ目落語家・講談師六名で開催されていた勉強会の名称。

## 概要
2021年4月より、原則火曜日、月3回（毎週開催の時期もあった）19:00より神楽坂で開催されていた。メンバー6人のうち3人が出演。二ツ目の勉強会として始めたので、香盤で一番上の鯉丸が真打昇進する直前の2025年4月21日の回が最終回となった。

## メンバー
香盤順。
| 名前       | よみ                  | 師匠             |
| ---------- | --------------------- | ---------------- |
| 瀧川鯉丸   | たきがわ こいまる     | 瀧川鯉昇         |
| 雷門音助   | かみなりもん おとすけ | 九代目雷門助六   |
| 柳亭信楽   | りゅうてい しがらき   | 柳亭楽輔         |
| 神田紅純   | かんだ こうじゅん     | 神田紅           |
| 三遊亭吉馬 | さんゆうてい きちば   | 五代目三遊亭圓馬 |
| 桂竹紋     | かつら たけもん       | 桂竹丸           |